# 5952 Davemonet
Az 5952 Davemonet (ideiglenes jelöléssel 1987 EV) a Naprendszer kisbolygóövében található aszteroida. Edward L. G. Bowell fedezte fel 1987. március 4-én.